# Manfred Krei
Manfred Krei (* 2. September 1946) ist ein ehemaliger deutscher Fußballtorhüter, der mit dem SV Alsenborn in den Jahren 1968 bis 1970 dreimal in Folge die Meisterschaft in der zweitklassigen Regionalliga Südwest gewonnen hat. Er hat von 1966 bis 1974 insgesamt 118 Regionalligaspiele für Alsenborn und SV Waldhof Mannheim (1972–74), sowie mit Waldhof zusätzlich in der Saison 1974/75 noch zehn Spiele in der 2. Fußball-Bundesliga absolviert. 

## Laufbahn

### SV Alsenborn, 1966 bis 1970
In Alsenborn hatte sich der Kapitän der Weltmeistermannschaft von 1954, Fritz Walter, in seiner neuen Wohnheimat zu einer „betreuenden und beratenden Tätigkeit“ beim heimischen SVA überreden lassen. Im Jahresrhythmus stiegen die Alsenborner auf. Zur Runde 1965/66 absolvierte der SVA die erste Saison in der Regionalliga Südwest. Die Mannschaft von Trainer Otto Render belegte in der Debütrunde mit dem neunten Rang einen Mittelfeldplatz.
Im zweiten Regionalligajahr, 1966/67, belegte man den achten Rang. Der von den Amateuren von Eintracht Frankfurt gekommene Torhüter Manfred Krei debütierte am 22. August 1966 bei einem 2:0-Auswärtserfolg bei Wormatia Worms in der Regionalliga Südwest. Er löste damit den Routinier Willi Hölz im Tor von Alsenborn ab und hütete in 29 Spielen das Tor des Dorfvereins. Zum Spielerkader waren neben Krei mit Werner Mangold und Jürgen Schieck noch zwei weitere neue Spieler gekommen. Der ausgezeichnete Kombinationsspieler und Techniker Franz Schmitt und Spielmacher und Torjäger Lorenz Horr hatten mit jeweils 14 Toren wesentlich zum sicheren Mittelfeldrang beigetragen.
Als im dritten Jahr, 1967/68, mit Josef Sattmann ein schneller Flügelspieler die Offensive verstärkte und der großgewachsene Mittelstürmer Schieck sich mit 31 Treffern die Torjägerkrone im Südwesten eroberte, gelang dem Team vom Stadion an der Kinderlehre der Meisterschaftsgewinn. Wiederum hatte Krei in 29 Spielen im Tor des neuen Südwestmeisters gestanden. Er war ein wesentlicher Bestandteil der Defensive, welche in 30 Ligaspielen lediglich 21 Gegentore zugelassen hatte. In der Aufstiegsrunde wurde die Dorfmannschaft hinter Hertha BSC und Rot-Weiss Essen mit 8:8 Punkten Dritter. Krei hatte alle acht Aufstiegsrundenspiele gegen Hertha BSC, Rot-Weiss Essen, SC Göttingen 05 und den FC Bayern Hof absolviert. Die Qualität der Offensivspieler in Reihen der Gegner wie der eines Willi Lippens, Helmut Littek, Herbert Weinberg, Dieter Krafczyk, Werner Ipta, Siegfried Stark, Wolfgang Breuer und Heiner Klose waren dabei Herausforderungen der besonderen Art. Von Seiten des Zuschauerzuspruchs ragten die Heimspiele gegen Hertha BSC vor 36.000 beziehungsweise Essen vor 40.000 Zuschauern im Südweststadion in Ludwigshafen heraus. Den Höhepunkt bildete das Schlussspiel am 23. Juni 1968 gegen den Aufsteiger Hertha BSC (1:1) vor 78.000 Zuschauern im Berliner Olympiastadion. Die Alsenborner Defensive mit Torhüter Krei, dem Verteidigerpaar Roland Kirsch und Fritz Fuchs, sowie der Läuferreihe mit Erwin Rödler, Klaus Schmidt und Wolfgang Röhring konnte der Hertha insbesondere in Verbindung mit den Halbstürmern Horr und Schmitt Paroli bieten.
Vor der Saison 1968/69 hatte Alsenborn den Verlust von Torjäger Schieck zu verkraften, begegnete dieser Personalie mit der Verpflichtung von Talenten aus dem Amateurlager wie Werner Adler, Manfred Lenz, Franz Schwarzwälder, Erwin Schwehm, Matthias Volk und Alban Wüst. Sportlich veränderte sich aber die Situation für den bisherigen Stammtorhüter Krei massiv. Er stand zwar in den ersten drei Rundenspiele gegen Worms, Mainz-Weisenau und Neuendorf wie gehabt im Tor, aber nach den folgenden vier Auftritten des jungen und hochtalentierten Torhüters Franz Schwarzwälder war die Rangfolge im Tor des SVA auf den Kopf gestellt. Schwarzwälder wurde zur Nummer eins in Alsenborn. Am Rundenende hatte Krei sechs Regionalligaspiele und Schwarzwälder deren 24 absolviert. Tragischer war aber der Unfalltod von Trainer Render im April 1969. Horr und Stopper Klaus Schmidt leiteten in den nachfolgenden Wochen interim das Training und Alsenborn zog als Südwesttitelverteidiger zum zweiten Mal in die Aufstiegsrunde ein. Hier scheiterte man mit einem Punkt Rückstand zu Rot-Weiß Oberhausen und dem Freiburger FC knapp am Einzug in die Bundesliga. Krei kam in der Aufstiegsrunde 1969 nicht zum Einsatz.
Den dritten Südwesttitel gewannen Krei und Kollegen 1970 mit Alsenborn vor dem FK Pirmasens. Das mit Heiner Ueberle als neuem Trainer und Karel Nepomucký als Nachfolger von Spielmacher Horr, der in die Bundesliga zu Hertha BSC gewechselt war. In dieser Runde schaffte Manfred Lenz mit 24 Ligaspielen und 12 Toren den Durchbruch und auch Reinhard Meier verstärkte den Kader. Schwarzwälder stand durchgehend die Hinrunde und auch den Beginn der Rückrunde im Tor. Nach einem Autounfall Anfang April lag er aber monatelang im Krankenhaus und Krei kehrte in den letzten sieben Rundenspiel ins Tor von Alsenborn zurück. Er absolvierte danach auch alle acht Spiele in der Aufstiegsrunde gegen Arminia Bielefeld, Karlsruher SC, Tennis Borussia Berlin und den VfL Osnabrück. Eine ernsthafte Chance in das Rennen um den Aufstieg eingreifen, hatte Alsenborn aber im dritten Anlauf nicht. Zur Runde 1970/71 schloss sich Krei dem FV 09 Weinheim in der 1. Amateurliga Nordbaden an.

### Weinheim und SV Waldhof Mannheim, 1970 bis 1975
Mit den Schwarz-Roten von der Bergstraße gelang 1971 aber nicht die Titelverteidigung in Nordbaden (5. Platz) und auch in seinem zweiten Jahr in Weinheim, 1971/72, musste sich Krei mit seinen Mannschaftskameraden mit dem 2. Platz begnügen. Souveräner Meister wurde der SV Waldhof Mannheim mit 59:5 Punkten und setzte sich auch in der Aufstiegsrunde zur Regionalliga Süd durch. Die Leistungen von Krei hatten aber den Meister und Aufsteiger aufmerksam gemacht, der Torhüter unterschrieb zur Runde 1972/73 einen Vertrag bei Waldhof und wechselte in die Quadratestadt.
Es war die Zeit von „Chio“-Waldhof und Krei wurde sofort die Nummer eins im Tor des Teams von Trainer Klaus Sinn. Am Rundenstarttag, den 30. Juli 1972, verloren die Blau-Schwarzen zwar mit 1:2 beim FC Schweinfurt 05, aber der Aufsteiger spielte eine erfreuliche Runde und erreichte den siebten Rang. Mit 44 Gegentoren in 34 Rundenspielen war die Abwehr mit Torhüter Krei, der ehemalige Alsenborner hatte in 33 Spielen im Waldhof-Tor gestanden, Garant des guten Saisonresultats. Die ersten drei Plätze in der RL Süd belegten Darmstadt 98, der Karlsruher SC und TSV München 1860. Zum letzten Regionalligajahr der alten zweitklassigen Ära, 1974/74, kam mit Walter Pradt aus Bayreuth ein ernsthafter Torhüterrivale an den Alsenweg. Waldhof belegte wiederum den siebten Rang und Pradt hatte sich mit 20 Einsätzen gegenüber 14 von Krei knapp im internen Rennen im Tor durchgesetzt. Daran änderte sich auch nichts im Debütjahr der neu installierten 2. Fußball-Bundesliga 1974/75. Auch Trainer Philipp Rohr hielt bei dem Erreichen des achten Ranges in der 2. Bundesliga an der Torhüterreihenfolge im Waldhof-Tor fest. Krei kam auf zehn Einsätze in der 2. Bundesliga und beendete damit seine höherklassige Laufbahn.